# Kepler-452b
Kepler-452b er en exoplanet som er i kredsløb rundt om en hovedseriestjerne med spektrum G2V, ligesom vor Sol ved navn Kepler-452. Exoplaneten blev fundet af Kepler-rumteleskopet. Kepler-452 er lidt større end Solen mht. masse og dermed også lysstyrke. Opdagelsen af planeten blev offentliggjort af NASA den 23. juli 2015, og er den første som har en størrelse på niveau med Jorden og som er i kredsløb indenfor den beboelige zone af en stjerne meget ligesom Solen. Det er den anden mest Jordlignende planet til dato, efter Kepler-438b.
Stjernen er ca. 1.400 lysår (430 parsec) væk fra Solsystemet; med en hastighed som New Horizons, det hurtigste rumfartøj endnu lavet af mennesket, ville det tage omkring 25,8 millioner år for at komme der til fra Jorden.

## Egenskaber
Et år på 452b tager 385 jordlige dage. Den er ældre og større end Jorden, men ligger inden for den konservative beboelige zone af sin stjerne.
Faktisk er året 5% længere end her på Jorden, og det samme gælder afstanden fra Kepler-452b til dens stjerne.
Den har en sandsynlig en masse fem gange større end Jordens, og overfladens tyngdekraft er dobbelt så høj som Jordens, men man skal dog huske at beregninger af masse for exoplaneter kun er grove vurderinger. Det er mest sandsynligt en stor "super-jord" med mange aktive vulkaner på grund af dens højere masse og tæthed. Skyerne på planeten ville være tykke og disede og sandsynligvis dække meget mere af overfladen som set fra rummet end Jorden. Kepler-452 ville næsten se identisk ud med vores egen sol som set fra overfladen.
(Exo-) Planerters egenskabet er baseret på disse 7 kriterier:
- Earth Similarity Index (ESI)—Ligheden med Jorden på en skala fra 0 til 1, hvor 1 er den mest jordlige. ESI bedømmes vha. planetens radius, massefylde, undvigelseshastighed, og temperatur. Kepler-452bs betegnelse: 0,83 (Jordens: 1).

- Standard Primary Habitability (SPH)—Hvorvidt planeten er passende for vegetation (altså primære producenter) på en skala fra 0 til 1, hvor 1 er den mest beregnede for plantevækst. SPH afhænger af temperatur (og den relative luftfugtighed hvis man kender til den). Kepler-452bs betegnelse: vides endnu ikke.

- Habitable Zone Distance (HZD)—Afstand fra centeret af stjernens beboelige, bedømt så −1 repræsentere den indre rande for zonen, mens +1 repræsentere den ydre rande. HZD afhænger af luminositet og temperatur og størrelsen af planetens kredsløb. Bemærk at selvom at mange planeter har en HZD værdi tæt på Venus' (−0.93), ligesom Kepler-438b, er HZD ikke vant til at kun bestemme om en har lidt en løbsk drivhuseffekt eller ikke, og derfor bliver Kepler-458b antaget som værende en mesoplanet i stedet for en hypertermisk planet. Kepler-452bs betegnelse: -0,49 (Jordens: -0,50).

- Habitable Zone Composition (HZC)—Mål af planetens hovedsagelige sammensætning, hvor værdier tæt på nul sandsynligvis er jern-klippe-vand-blandinger. Værdier under −1 repræsentere planeter som hovedsageligt er sammensat af jern, mens værdier større end +1 repræsentere planeter som hovedsageligt består af gas. HZC afhænger af planetens masse og radius. Kepler-452bs betegnelse: vides endnu ikke.

- Habitable Zone Atmosphere (HZA)—Planetens potentiale for at opholde liv, hvor værdier på under −1 repræsentere planeter som ofte har lidt eller ingen atmosfære, og værdier over +1 repræsenterer planeter med en atmosfære som hovedsageligt består af hydrogen (f.eks. gaskæmper). Værdier mellem −1 og +1 repræsentere en planet som hovedsageligt har atmosfære som kan opholde liv, men 0 er dog ikke helt optimalt. HZA afhænger af planetens masse, radius, størrelsen, og stjernens luminositet. Kepler-452bs betegnelse: vides endnu ikke.

- Planetary Class (pClass)—Klassificerer planeter baseret på dens termiske zoner (hot, varm eller kold, hvor varm er i den beboelige zone) og masse (asteroide, Mercurian, underjordisk, Terran, superterran, neptunske og Jupiter). Kepler-452bs betegnelse: varm superterran.

- Habitable Class (hClass)—Klassificerer beboelige planeter baseret på temperatur: hypopsychroplaneter (hP) = meget koldt (< −50 °C); psychroplaneter (P) = koldt; mesoplaneter (M) = mediumtemperaturer (0–50 °C; ikke at forveksle med den anden definition af mesoplanets); thermoplanets (T) = hot; hyperthermoplanets (hT) = meget hot (> 100 °C). Mesoplaneter ville være ideelt for komplekse organismer, hvor hP og hT ville kun understøtte ekstremofile organismer. Ikke-beboelige planeter bliver givet betegnelsen 'NH'. Kepler-452bs betegnelse: mesoplanet (M).

## Gallery
| |
| Et diagram over Kepler-452b's kredsløb indenfor Kepler-452-systemet i forhold til det indre Solsystem og Kepler-186-systemet, og hver deres beskyttede beboelige zoner. (NASA) |

| |
| Denne kunstners fortolkning sammenligner Jorden (venstre) med Kepler-452b, som har en størrelses forskel på 60% i diameter. |

|                                                                                             |
| Sammenligning af små planeter fundet af Kepler i den beboelige zone af deres fædrestjerner. |

|                                                                     |
| Sammenligning af Kepler-452b, og relaterede exoplaneter med, Jorden |